# Idre flygplats
Idre flygplats (IATA: IDB, ICAO: ESUE), är en tidigare regional flygplats i Idre. Det har gått reguljärtrafik, men det förekommer inte längre. Idag är flygplatsen inte längre i Älvdalens kommuns ägo utan har blivit såld.

## Historia
Banan anlades som grusfält i början av 1960-talet. Som en följd av den stora ökningen av inrikesflyget på 1980-talet och prognoser på ytterligare ökning anpassade kommunen  flygplatsen till en reguljärflygplats. Banan asfalterades och terminal, hangar och annat byggdes. Linjetrafik bedrevs till Stockholm-Arlanda mellan januari 1994 och augusti 1999.[källa behövs] Åren 2000–2017 var underhållet rejält eftersatt av rullbanan.
Stiftelsen Idre Fjäll har sedan köpt flygplatsen. År 2018 påbörjades renovering av flygplatsen,, vilken var färdig 2019 då bland annat ny asfalt lagts på rullbanan. Flygplatsen är ämnad för privata flygplan och taxiflyg, men inte för reguljärflyg, då Sälens flygplats byggts 2019, som har reguljärflyg och ligger 120 km med bil från Idre Fjäll.